# A Cry in the Dark
A Cry in the Dark (prt: Um Grito de Coragem; bra: Um Grito no Escuro) é um filme australo-norte-americano de 1988, baseado no romance homônimo de John Bryson, dirigido por Fred Schepisi e estrelado por Sam Neill e Meryl Streep, indicada ao Oscar pela sua atuação.
Na Austrália e Nova Zelândia, o filme foi lançado como Evil Angels.

## Sinopse
O casal Chamberlain, Lindy (Meryl Streep) e Michael (Sam Neill) e seus filhos vão acampar em Ayer's Rock, no interior da Austrália. No entanto, após um pequeno descuido, seu bebê desaparece, aparentemente raptada por um dingo. O corpo nunca é encontrado, e a polícia nota aparentes contradições no depoimento da mãe e a acusa de homicídio. O caso atinge a esfera nacional, torna-se assunto de discussões, desperta o interesse da mídia e faz aflorar o preconceito religioso.

## Elenco
- Meryl Streep como Lindy Chamberlain
- Sam Neill como Michael Chamberlain
- Bruce Myles como Ian Baker
- Neil Fitzpatrick como John Phillips
- Bud Tingwell como James Muirhead
- Maurie Fields como Denis Barritt
- Nick Tate como Det. Graeme Charlwood
- Lewis Fitz-Gerald como Stuart Tipple

## Prêmios
| Prêmio (Ano)                                          | Categoria            | Notas                                       | Resultado |
| ----------------------------------------------------- | -------------------- | ------------------------------------------- | --------- |
| Oscar 61ª Edição (1989)                               | Melhor Atriz         | Meryl Streep                                | Indicado  |
| Festival de Cannes 42ª Edição (1989)                  | Palma de Ouro        | Palma de Ouro                               | Indicado  |
| Festival de Cannes 42ª Edição (1989)                  | Melhor Atriz         | Meryl Streep                                | Venceu    |
| Australian Film Institute 31ª Edição (1989)           | Melhor Filme         | Melhor Filme                                | Venceu    |
| Australian Film Institute 31ª Edição (1989)           | Melhor Diretor       | Fred Schepisi                               | Venceu    |
| Australian Film Institute 31ª Edição (1989)           | Melhor Ator          | Sam Neill                                   | Venceu    |
| Australian Film Institute 31ª Edição (1989)           | Melhor Atriz         | Meryl Streep                                | Venceu    |
| Australian Film Institute 31ª Edição (1989)           | Melhor Roteiro       | John Bryson, Robert Caswell & Fred Schepisi | Venceu    |
| Australian Film Institute 31ª Edição (1989)           | Melhor Edição        | Jill Bilcock                                | Indicado  |
| Australian Film Institute 31ª Edição (1989)           | Melhor Trilha Sonora | Bruce Smeaton                               | Indicado  |
| Prêmios Globo de Ouro 46ª Edição (1989)               | Melhor Filme - Drama | Melhor Filme - Drama                        | Indicado  |
| Prêmios Globo de Ouro 46ª Edição (1989)               | Melhor Atriz - Drama | Meryl Streep                                | Indicado  |
| Prêmios Globo de Ouro 46ª Edição (1989)               | Melhor Diretor       | Fred Schepisi                               | Indicado  |
| Prêmios Globo de Ouro 46ª Edição (1989)               | Melhor Roteiro       | John Bryson, Robert Caswell & Fred Schepisi | Indicado  |
| New York Film Critics Circle Awards 53ª Edição (1988) | Melhor Atriz         | Meryl Streep                                | Venceu    |